# 淡褐擬守瓜
淡褐擬守瓜（学名：Paridea (Paridea）为金花蟲科擬守瓜屬下的一个种。